# 림뷔르흐주 (네덜란드)

림뷔르흐 주의 위치

림뷔르흐주(네덜란드어: Limburg)는 네덜란드 남동부에 위치한 주로 주도는 마스트리흐트이며 면적은 2,153km2, 수역 면적은 56km2, 인구는 1,131,938명(2006년 기준), 인구 밀도는 530명/km2이다.
북쪽으로는 헬데를란트주, 서쪽으로는 노르트브라반트주, 남쪽으로는 벨기에 림뷔르흐주와 리에주주, 동쪽으로는 독일 노르트라인베스트팔렌주와 접한다. 33개 지방 자치체를 관할한다.

주기
주 문장

## 같이 보기
- 돌출지